# Ani Lorak
Karolina Miroslavivna Kuiek (en ucraniano, Кароліна Мирославівна Куєк; Kitsman, Óblast de Chernivtsi, 1978) conocida artísticamente como Ani Lorak (en ucraniano, Ані Лорак) es una popular cantante ucraniana. Lorak participó en la preselección que se celebró en Ucrania para representar al país en el Festival de la Canción de Eurovisión 2005, pero el rapero GreenJolly fue quien se hizo con el puesto ucraniano para el festival.
En 2008, Lorak volvió a intentar ganar la selección previa y, esta vez sí, consiguió el billete para representar a su país en el Festival de la Canción de Eurovisión 2008 con el tema «Shady Lady», finalizando en segunda posición en la final tras ser derrotada por el ganador ruso Dima Bilán. También logró el segundo puesto en el premio a la mejor canción otorgado por la prensa y ganó el premio artístico por su actuación.

## Biografía

### Orígenes
Karolina mostró su deseo de ser cantante a los cuatro años. Actuó en varios concursos de la escuela, y en 1992 ganó el concurso «Pervpysvotsvit», donde conoció a su exproductor Yuriy Falyosa. Con 14 años firmó su primer contrato profesional. Karolina se puso el nombre artístico de Ani Lorak (su nombre real leído al revés) en 1995 y participó en el concurso de televisión «Morning Star» en Moscú, Rusia. El cambio de nombre se debió a que en el concurso participaba una cantante rusa que se llamaba igual.
Ani Lorak se mudó a Kiev en 1995. Ani Lorak se dio conocer después de ganar el «Big Apple Music 1996 Competition» en Nueva York, EE. UU.. Fue «descubrimiento del año» en el famoso festival ucraniano «Tavria Games» en 1996. Ese año lanzó su primer álbum «I Want to Fly».

### 1997-2009
1997 fue el año de trabajo más duro para Ani, cuando continuó grabando nuevas canciones. Sus dos vídeos «The Model» y «My God» fueron grabados y después fueron banda sonora de la película «The Right to Choose». En la primavera de 1998 se creó su nuevo vídeo «I will be back». En diciembre se lanzó su segundo álbum, «I will be back», que se masterizó en Nueva York. Simultáneamente se grabaron sus dos vídeos musicales «O my love» y «A Stranger's City». En 1999 empezó una extensa gira, actuando en Estados Unidos, Francia, Alemania y Hungría, y sus conciertos tuvieron lugar en todas las grandes ciudades de Ucrania. En ese año recibió el título de Artista Honorífica de Ucrania (Zasluzhena Artystka Ukrainy).

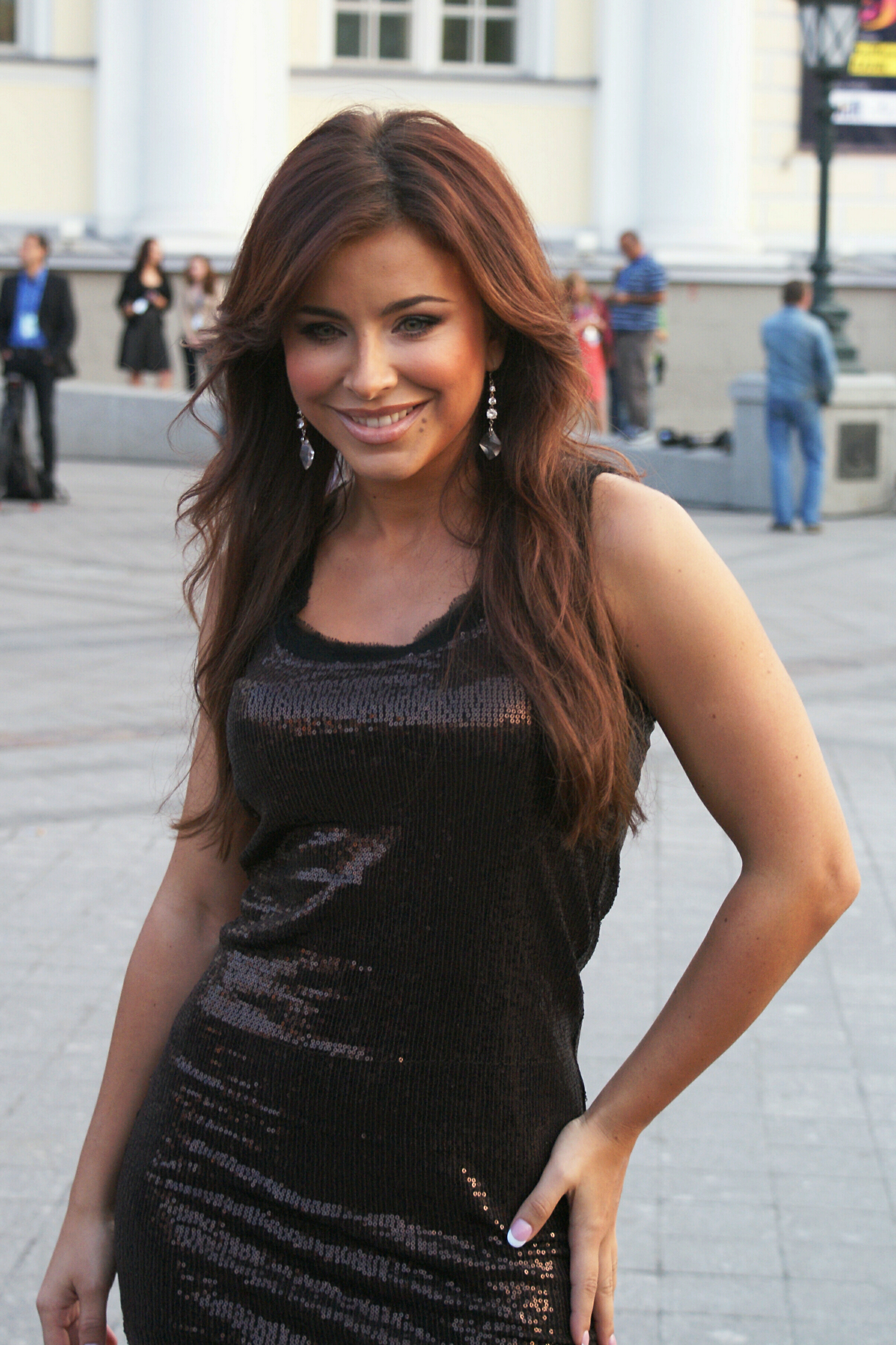
Ani Lorak en Moscú, en 2009.

En la primavera de 2000, rodó el anuncio del chocolate «Korona» en el estudio londinense «Astoria». La cantante conoció aquí a los mundialmente famosos compositores británicos Burrie Guard y Josh Phillips. Desde entonces, Ani rodó en Londres nuevas canciones solo de música europea. En 2004 Ani Lorak fue embajadora de las Naciones Unidas en Ucrania sobre VIH/SIDA. Ani Lorak ayudó a las Naciones Unidas en sus actividades en este tema y llamó a todos sus fanes a hacer lo mismo. Tiene su propio restaurante llamado «Angel Lounge» en el centro de Kiev, donde sirven gran variedad de menús, entre ellos, platos favoritos de la cantante.
En octubre de 2009, Lorak fue incluida en el 44.º puesto entre las «100 mujeres más influyentes de Ucrania», en un estudio realizado por la revista ucraniana Focus.

### Vida personal
Se casó con el empresario y hotelero turco Murat Nalçacıoğlu el 21 de agosto de 2009 al que conoció de vacaciones en Turquía en 2003. Su hija Sophia nació el 9 de junio de 2011. Anularon su matrimonio y se separaron en enero de 2019.

## Eurovisión

### 2005
En 2005, Ani Lorak se presentó a las actuaciones preliminares que decidían quien sería el representante ucraniano en el Festival de Eurovisión de 2005, que se celebraba precisamente en Kiev, ya que el año anterior la popular cantante ucraniana Ruslana Lyzhychko ganó el festival. Pese a que era la favorita para hacerse con el privilegiado galardón, el rapero GreenJolly se hizo con el puesto gracias a su sencillo «Razom Nas Bahato, Nas Ne Podolaty». El sencillo de Ani, «A Little Shot Of Love», quedó en segundo puesto.

### 2008
En 2008 Ani Lorak consiguió su participación en el Festival de la canción de Eurovision cuando a finales de diciembre de 2007, la televisión ucraniana NTU anunció que Ani Lorak sería la representante del país en el festival que se iba a celebrar en Belgrado. El 23 de febrero de 2008, Ani cantó cinco canciones para dirimir cuál de ellas sería la elegida. Finalmente se optó por «Shady Lady», compuesta por el griego Dimitris Kontopoulos.

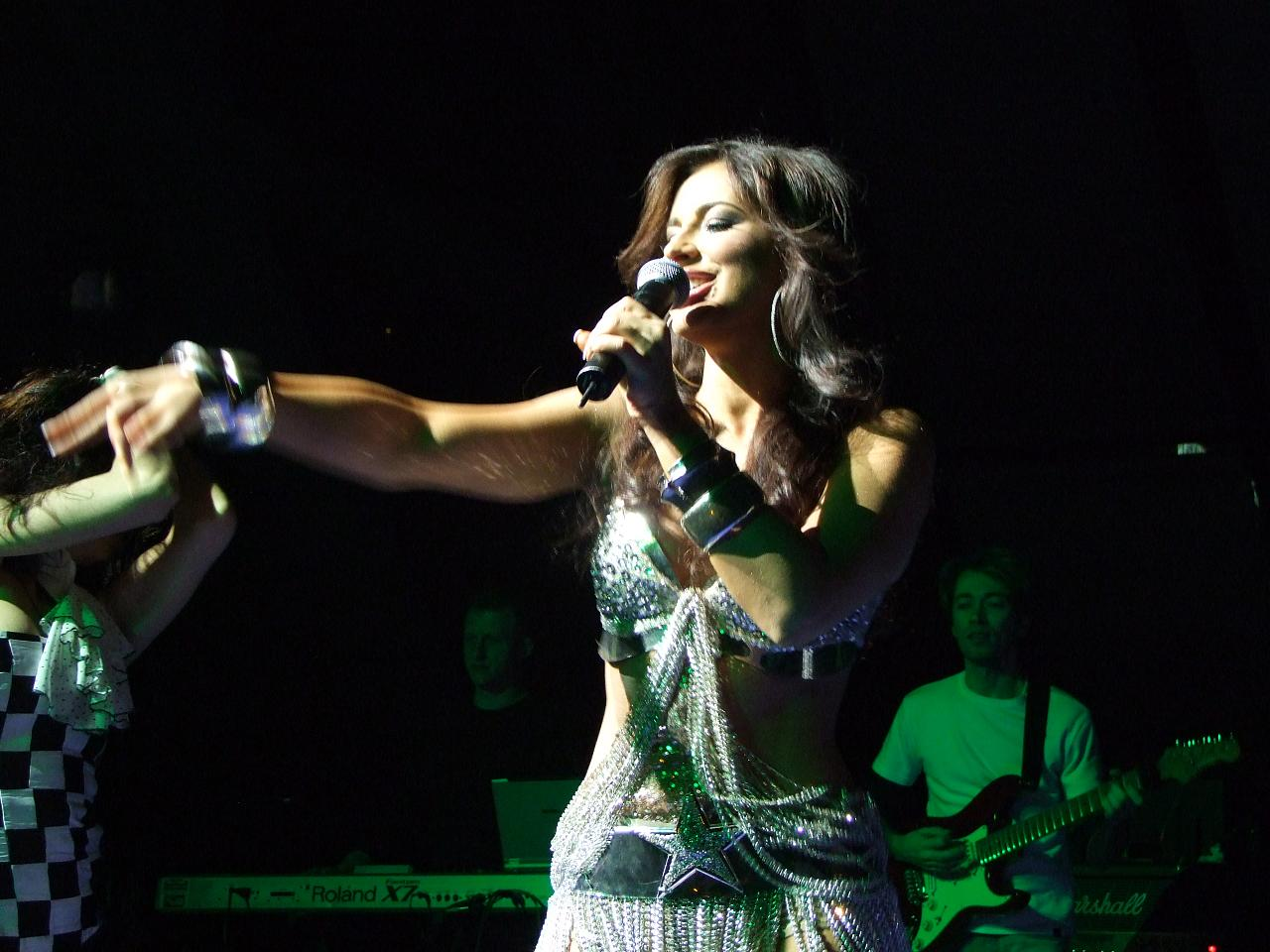
Ani durante su actuación con «Shady Lady».

También grabó una versión en ruso de su sencillo elegido para Eurovisión titulada «S neba v nebo». La estrella ucraniana emprendió una gira promocional de su sencillo y visitó países como Malta, Rusia, Bulgaria, España y Alemania. Ya en el Festival de Eurovisión en Belgrado, Ani cantó «Shady Lady» en la segunda semifinal el 22 de mayo de 2008 y consiguió meterse en la final en la que se enfrentarían Rusia y Ucrania. Finalmente, el ruso Dima Bilán se llevó el premio a la mejor canción y Ani se tuvo que conformar con el segundo puesto. La noche de la final lució para su actuación un traje de Roberto Cavalli estrucutrado de diamantes de Swarovski.

### 2009
Ani Lorak se perfiló como una de las candidatas favoritas para volver a representar a Ucrania en el Festival de la Canción de Eurovision 2010, que se celebró en Noruega, además que fue la presentadora del Festival de Eurovisión Infantil 2009, realizado en Kiev.

## Álbumes
| Título del Álbum    | Romanización       | Traducción en Español | Año  |
| ------------------- | ------------------ | --------------------- | ---- |
| Солнце              | Solntse            | Sol                   | 2009 |
| Shady Lady          |                    | Dama De Las Sombras   | 2008 |
| 15                  |                    | -                     | 2007 |
| Розкажи...          | Rozkazhi           | Cuéntame...           | 2006 |
| Smile               |                    | Sonrisa               | 2005 |
| Ані Лорак           | Ani Lorak          | Ani Lorak             | 2004 |
| REMIX Мрій про мене | Rémix Mry pro mene | REMIX Sueña Conmigo   | 2003 |
| Там, де ти є...     | Tam, de ti e       | Estés Donde Estés...  | 2001 |
| www.anilorak.com    |                    | -                     | 2000 |
| Ангел Мрій Моїх     | Ángel mry Moih     | Ángel De Mis Sueños   | 1999 |
| Я вернусь           | Ya vernys          | Volveré               | 1998 |
| Хочу летать         | Hochu letat        | Quiero Volar          | 1996 |

Canciones incluidas en los Álbumes Jochu letat
1. Ty havaril
2. MTV
3. Berej morja
4. Noch ili den'
5. Noch
6. Na puti
7. Jochu letat
8. Dzhoss
9. Sny
10. Manykenchitza
11. ¡Bozhe moj!
12. Druzja

Ja vernus
1. Kak v detstve
2. Utionok
3. Mne vsio ravno
4. Greshnaja lubov'
5. Yzhoj
6. O moja lubov'
7. Vrednaja
8. Chuzhoj horod
9. Ja vernus'
10. Schytalochka
11. Osen' s toboju
12. Svet zvezdy

Anhel mrij mojih
1. Anhel mrij mojih
2. Korona

www.anilorak.com
1. Zerkala
2. Manekenschyca
3. Anhel mrij mojih
4. Bozhe Mij
5. Probach
6. Ja vernus'
7. Bereh morja
8. O Moja Ljubov
9. Zabud' Svij Son
10. Ja I Ty
11. Novorichna
12. Moje Zhyttja
13. The Way We Want It (dúo con Dima Klimashenko)

Tam, de ty ye
1. Tam, de ty je
2. Skrypochka
3. Poludneva speka
4. Vybyraj
5. Sercja ne kraj
6. Ne zabuvaj
7. Pociluj
8. Povertajus'
9. Tyshkom-nyshkom
10. Use ne te
11. Tam, de ty je (akustychna versija)
12. Tam, de ty je (vídeo)
13. Poludneva speka (vídeo)

Mriy Pro Mene (remixes)
1. Mrij pro mene
2. Pociluj
3. Ne zabuvaj
4. Zerkala
5. Raduha
6. Vybyraj
7. Ja zhe hovoryla
8. Poludneva speka
9. Nezhnost'

Ani Lorak
1. Mrij pro mene
2. Moji bazhannja
3. Anjuta
4. Shukaju ja
5. Tara-rira
6. Ja kohaju
7. Try zvychnyh slova
8. Napyshu lysta
9. Bez tebe
10. Istorija kohannja
11. Anjuta (rmx)
12. Ne para my
13. Mrij pro mene (vídeo)
14. Moji bazhannja (vídeo)
15. Try zvychnyh slova (vídeo)

Smile
1. Right Away
2. Smile
3. A Little Shot of Love
4. Car Song
5. To be on Top
6. Don’t talk about love
7. Untie Me
8. Why
9. 13
10. The Best
11. Tell Me (Rozkazhy)
12. I am Waiting (Chekaju)
13. Smile (vídeo)
14. A Little Shot of Love (vídeo)
15. Car Song (vídeo)

Rozkazhy...
1. Mij Heroj
2. Rozkazhy...
3. Ne kazhy pro lubov
4. Avto
5. Posmishka
6. Chekaju
7. Mylyj
8. Moj Anhel
9. Rasskazhy...
10. Avto (remix)
11. Rozkazhy... (remix)
12. Rozkazhy (vídeo)
13. Tell Me About Love (vídeo en directo)

15
1. S pervoho vzhljada
2. Sem‘ vetrov
3. Ukrady
4. Yskala
5. Ja ne budu tvoey
6. Sprosy
7. Verny moju lubov‘
8. Ja s toboy
9. Zhdu tebja
10. It's my life (directo)
11. Ja stanu morem
12. Verny moju ljubov‘ (s Valeri Meladze) (bonus track)
13. S pervoho vzhljada (rmx) (bonus track)
14. S pervoho vzhljada (vídeo)
15. Ja s toboy (vídeo)

Shady Lady
1. Shady Lady
2. The dream of brighter day
3. I'll be your melody
4. Zhdu tebja
5. Ja stanu morem

Solntse
1. Ptitza
2. A dalshe...
3. Tantzy
4. Nebesa-ladoni
5. Solntse
6. Mechta o tebe
7. Dalnie strany
8. Idialniy mir
9. Plamja
10. Nelubov'
11. Krylja chudes
12. S neba v nebo
13. I'm alive
14. Shady Lady